# Леоново (Новодугинский район)
Леоново — деревня в Новодугинском районе Смоленской области России. Входит в состав Днепровского сельского поселения. Население — 1 житель (2007 год). 
Расположена в северо-восточной части области в 38 км к северо-западу от Новодугина, в 36 км западнее автодороги Р134 «Старая Смоленская дорога» Смоленск — Дорогобуж — Вязьма — Зубцов, на берегу реки Супрутка. В 40 км восточнее деревни расположена железнодорожная станция Вазуза на линии Вязьма — Ржев.
Родина Героя Советского Союза Фёдора Ивановича Иванова.

## История
В годы Великой Отечественной войны деревня была оккупирована гитлеровскими войсками в октябре 1941 года, освобождена в марте 1943 года.